# Exochus izbus
Exochus izbus är en stekelart som beskrevs av Ian D. Gauld och Sithole 2002. Exochus izbus ingår i släktet Exochus och familjen brokparasitsteklar. Inga underarter finns listade i Catalogue of Life.